# Карасун
Карасун — в прошлом река, ныне — цепь озёр на территории города Краснодара.

## Описание
В настоящее время в городе сохранились пятнадцать озёр: два Покровских озера (у стадиона «Кубань», разделены улицей Дмитриевская дамба), три озера Калининской балки (расположены между ул. Селезнёва и Ставропольской: одно за зданием КубГУ, два у здания администрации Карасунского округа, разделены улицей Старокубанской) и десять Пашковских озёр (по сути — русло реки, разбитое на озёра дамбами). Русло выше Пашковских озёр практически не прослеживается.
Берега покрыты камышом, дно заилено. В 2000-е годы Пашковские озёра облагородили, на эти цели было выделено 60 млн рублей.
Осенью при перелёте из Новосибирской области в Африку на озёрах останавливаются чайки.

## История
Река Карасун брала начало у станицы Старокорсунской и текла на запад, впадая в реку Кубань. Впоследствии, из-за изменения русла, Кубань поглотила часть реки, обособив несколько озёр.
В 1870-х годах казаки возвели через реку дамбы с целью иметь сухопутные переправы на другой берег. Вследствие этого река превратилась в несколько озёр, подпитывающихся подземными источниками. Ещё в начале XX века Карасунские озёра представляли из себя цепь заболоченных водоёмов.
В 1960—1970-е годы значительную часть озёр осушили и засыпали. На их месте построены жилые районы.

## Дамбы
В своё время Карасун был перегорожен дамбами, которые в настоящее время стали частью некоторых улиц, утратив своё название, часть сохранило своё название:
- Базовская дамба
- Дмитриевская дамба
- Екатерининская дамба
- Казачья дамба
- Карасунская дамба
- Малиновская дамба
- Полицейская (позднее Гоголевская) дамба
- Филипповская дамба
- Чистяковская дамба
- Шаховская дамба